# Phare de Point No Point
Le phare de Point No Point est un phare situé sur la péninsule de Kitsap près de la petite ville de Hansville sur le Puget Sound (Comté de Kitsap), dans l'État de Washington aux États-Unis.
Ce phare est géré par la Garde côtière américaine, et les phares de l'État de Washington sont entretenues par le District 13 de la Garde côtière  basé à Seattle.
Il fait partie du Kitsap Country Park  Il est inscrit au Registre national des lieux historiques depuis le 10 août 1978 .

## Histoire
Point No Point est au nord-est de la péninsule de Kipsat où le bras d'Admiralty Inlet (en) rejoint le Puget Sound. Le phare de Point No Point est considéré comme le plus ancien phare du Puget Sound.
Les autorités locales ont d'abord proposé de placer le phare plus au nord sur Modèle:Liern, une aire protégée près de Poulsbo. Quand l'emplacement de Point No Point a été convenu, les propriétaires du terrain furent d'abord réticents à vendre.
La construction du phare a commencé en avril 1879. La première lumière provisoire utilisée fut une lampe au kérosène, car à la fin de 1879 l'objectif et le verre de la lanterne n'étaient pas arrivés. Le premier gardien du phare, J.S. Maggs, un dentiste de Seattle, devait suspendre une toile au-dessus des fenêtres sud pour arrêter le vent et empêcher la lampe à pétrole de s'éteindre dehors. Les travaux ont été achevés en février 1880.

## Description
À la mise en service du phare en février 1880, la salle de lanterne contenait une lentille de Fresnel de 5e ordre. La structure de maçonnerie d'origine avait une hauteur de 8,2 m. La tour carrée actuelle de 9,1 m est  située entre le bureau et le local de la corne de brume. Le signal de brume, autrefois utilisé au phare de New Dungeness avait été installé en avril 1880. En 1900, la cloche de brume a été remplacée par une Daboll  trumpet (en). En l'absence de routes menant au phare pendant ses 40 premières années, les provisions ont dû être acheminées par bateau.
En 1898, la lentille originale a été remplacée par une lentille de Fresnel de 4e ordre qui est toujours en place bien qu'elle ne soit plus utilisée. L'histoire populaire soutient que, quand la foudre a frappé en 1931, elle a provoqué une fissure dans la lentille. La tour avait également été endommagée, ce qui a nécessité quelques réparations.
En 1975, une tour radar de 27 m a été construite du côté ouest du phare. La tour est utilisée pour le service de trafic maritime (VTS). En 1977, le phare est devenu entièrement automatisé et ne nécessita plus qu'un seul homme à sa maintenance. La lumière a été remplacée en 2006 par une balise rotative avec peu d'entretien (VRB-25 (en)).
Il émet, à une hauteur focale de 8 m, trois éclats blancs courts toutes les 10 secondes. Sa portée est de 14 milles nautiques (environ 26 km). Sa corne de brume est toujours en activité.
Identifiant : ARLHS : USA-631 - Amirauté : G4828 - USCG : 6-16550 .

## caractéristique duFeu maritime
Fréquence : 10 secondes (W-W-W)
- Lumière : 0.1 seconde
- Obscurité : 1.9 secondes

|             |
| Puget Sound |

|                       |
| Point No Point (1944) |

|                                     |
| Le phare et la Coast Guard Staztion |

## Parc du phare
En 1997, le dernier gardien de phare a quitté Point No Point et le logement est demeuré vide jusqu'à ce qu'il soit loué à Kitsap County Parks and Recreation. Le comté a acheté des parcelles adjacentes pour créer le parc du phare. Depuis 2008, le quartier des gardiens de la station est le siège national de la United States Lighthouse Society (en), une organisation à but non lucratif de préservation et d'éducation.
En 2012, le ministère de l'Intérieur a annoncé le transfert de la propriété du phare au comté de Kitsap.

### Lien connexe
- Liste des phares de l'État de Washington